# Days Gone
Days Gone (дословно c англ. — «Минувшие дни»; в официальной русской локализации — «Жизнь после») — компьютерная игра в жанре action-adventure в открытом мире, разработанная американской студией Bend Studio и выпущенная компанией Sony Interactive Entertainment для PlayStation 4 в 2019 году. В 2021 году игра была выпущена для Windows. Действие игры разворачивается на территории штата Орегон через два года после начала глобальной пандемии, превратившей большую часть населения в зомби, именуемых в игре «фриками». Игрок берёт на себя роль байкера Ди́кона Сент-Джона, который пытается выжить в суровом мире, практически полностью уничтоженном из-за эпидемии. В основе сюжета — поиски жены Дикона Сары, на момент событий игры считающейся мёртвой. Игровой процесс Days Gone ведётся от третьего лица и построен на исследовании открытого мира. Игрок может использовать огнестрельное оружие, оружие ближнего боя и «импровизированные» виды орудий, чтобы защитить себя от враждебных бандитов и «фриков». Основным средством передвижения по миру является мотоцикл, который можно улучшать и изменять его внешний вид.
Days Gone — первая игра Bend Studio с открытым миром, первый оригинальный проект со времён Syphon Filter 1999 года и первая за десять лет игра для домашних игровых консолей: до этого студия разрабатывала проекты преимущественно для портативных систем. На разработку Days Gone ушло около шести лет, и за это время команда разработчиков увеличивалась почти в три раза. Главными источниками вдохновения послужили «Война миров Z», «Ходячие мертвецы» и «Сыны анархии». Официальный анонс проекта состоялся на E3 2016; первоначально игра должна была выйти в 2018 году, но с тех пор её дату релиза несколько раз переносили.
После релиза Days Gone получила смешанные отзывы от критиков и игроков: игру критиковали за сюжет, дизайн и технические проблемы, но в качестве плюсов отмечали искусственный интеллект врагов, графику и актёрскую игру Сэма Уитвера, исполнившего роль Дикона. Несмотря на это, Days Gone стала коммерчески успешной: она заняла девятнадцатое место в списке самых продаваемых игр 2019 года в США, а для Bend Studio игра стала самой продаваемой за всю историю компании. В 2021 году появилась информация о том, что разработчики безуспешно пытались договориться с Sony о создании полноценного сиквела. В феврале 2025 года Bend Studio анонсировала выход переиздания Days Gone Remastered для PlayStation 5 и персональных компьютеров. В новом издании появятся режимы перманентной смерти, улучшения поддержки DualSense, режим Speedrun и другие улучшения. Релиз состоялся 25 апреля 2025 года.

## Игровой процесс

Игровой процесс Days Gone. Дикон выезжает на своём мотоцикле из лагеря. В нижних углах экрана видны мини-карта, шкала здоровья и кредиты лагеря. В середине — точка задания

Days Gone представляет собой игру в жанре action-adventure, действие которой происходит в постапокалиптическом открытом мире. Игрок управляет байкером Диконом Сент-Джоном, ставшим бродягой и охотником за головами, предпочитающим жизнь в дороге. Ключевые события проходят через два года с того момента, как пандемия убила почти всё человечество и превратила миллионы других во «фриков» — безмозглых, зомбиподобных существ, которые быстро эволюционируют. Как правило, днём они прячутся в своих гнёздах, но часто собираются вместе и бродят вокруг убежищ в поисках пищи и воды. Игроки могут использовать их стадное поведение в своих интересах, заманивая их к другим врагам и убивая их. Игрок может привлечь внимание многочисленной орды «фриков» из сотен существ, из-за чего должен подальше держаться от подобных сборищ, которые могут передвигаться по дорогам или пребывать у мест массовых захоронений. В областях рядом с ордами «фриков» есть узкие места вроде промежутков между зданиями и выступов на крышах, где игроки могут загонять фриков. Дикон может использовать ловушки и взрывчатку, чтобы убить отдельных «фриков». Одной из вариаций мутантов являются заражённые вирусом подростки и дети-«шакалы», которые менее агрессивны и нападают лишь с целью защитить свою территорию или почуяв слабое здоровье Дикона. В игре также есть заражённые животные и враждебно настроенные по отношению к герою бандиты.
Действие игры разворачивается в открытом мире на северо-западном побережье Тихого океана. Игроки могут свободно исследовать мир пешком или на мотоцикле. Путешествие на большие расстояния приводит к быстрому израсходованию топлива, и транспортное устройство может выйти из строя при чрезмерных повреждениях. Игроки должны регулярно заправлять мотоцикл на заправках и в лагерях, а также ремонтировать его с помощью собранного лома. Дикон должен установить доверительные отношения с лагерями и зарабатывать «лагерные кредиты», выполняя миссии, продавая награды и собранные в дикой природе припасы. По мере повышения уровня доверия игроки могут покупать новое оружие, патроны и детали мотоцикла, которые можно использовать для повышения его скорости, прочности и манёвренности. Помимо этого, в лагерях можно настроить внешний вид мотоцикла.
По мере исследования открытого мира игроки должны собирать ценные ресурсы и компоненты для создания оружия и припасов. В дополнение к основным сюжетным квестам, в игре есть ряд побочных задач, которые включают уничтожение гнёзд «фриков», спасение заложников, зачистку лагерей мародёров, охоту за головами и восстановление энергопитания контрольно-пропускных пунктов Н.Е.Р.О. Внутри КПП игроки могут найти и использовать иньектор Н.Е.Р.О, повышающий одну из трёх характеристик Дикона — здоровье, выносливость (тратится при беге) и концентрацию (позволяет замедлять время при нацеливании оружия дальнего боя) героя. В игре присутствует быстрое путешествие между двумя точками на карте, однако оно потребляет топливо мотоцикла и время, а также требует зачистить все гнёзда «фриков» на пути этого маршрута. По мере выполнения миссий и задач игроки получают очки опыта. Набрав определённое количество опыта, игроки могут повышать уровень героя и открывать новые способности персонажа, что позволяет им повысить эффективность владения холодным и дальнобойным оружием, а также улучшить навыки выживания персонажа.
Игроки могут выполнять задачи разными способами; они могут использовать тактику стелса, отвлекая внимание врагов или бесшумно убивая их сзади с помощью засапожного ножа. К различному огнестрельному оружию можно устанавливать самодельные глушители, позволяющие скрыть факт выстрела от расположенных рядом врагов. Дикон может использовать как «зрение следопыта», позволяющее выделять на карте интересующие объекты и местонахождение врагов, так и бинокль. Кроме того, у игроков есть доступ к большому разнообразию огнестрельного оружия: Дикону доступны различные пистолеты, дробовики, снайперские винтовки, пистолеты-пулеметы и арбалеты. Разное оружие имеет свои индивидуальные характеристики, а оружие более высокого уровня, как правило, более мощное. Купленное вооружение можно хранить в шкафчике для оружия, однако на оружие, подобранное с трупов в открытом мире, эта привилегия не распространяется. На вооружении игрока также имеется метательное оружие массового поражения в виде мин, гранат и коктейлей Молотова, а также холодное оружие ближнего боя, которое во избежание поломки необходимо чинить.

## Сюжет

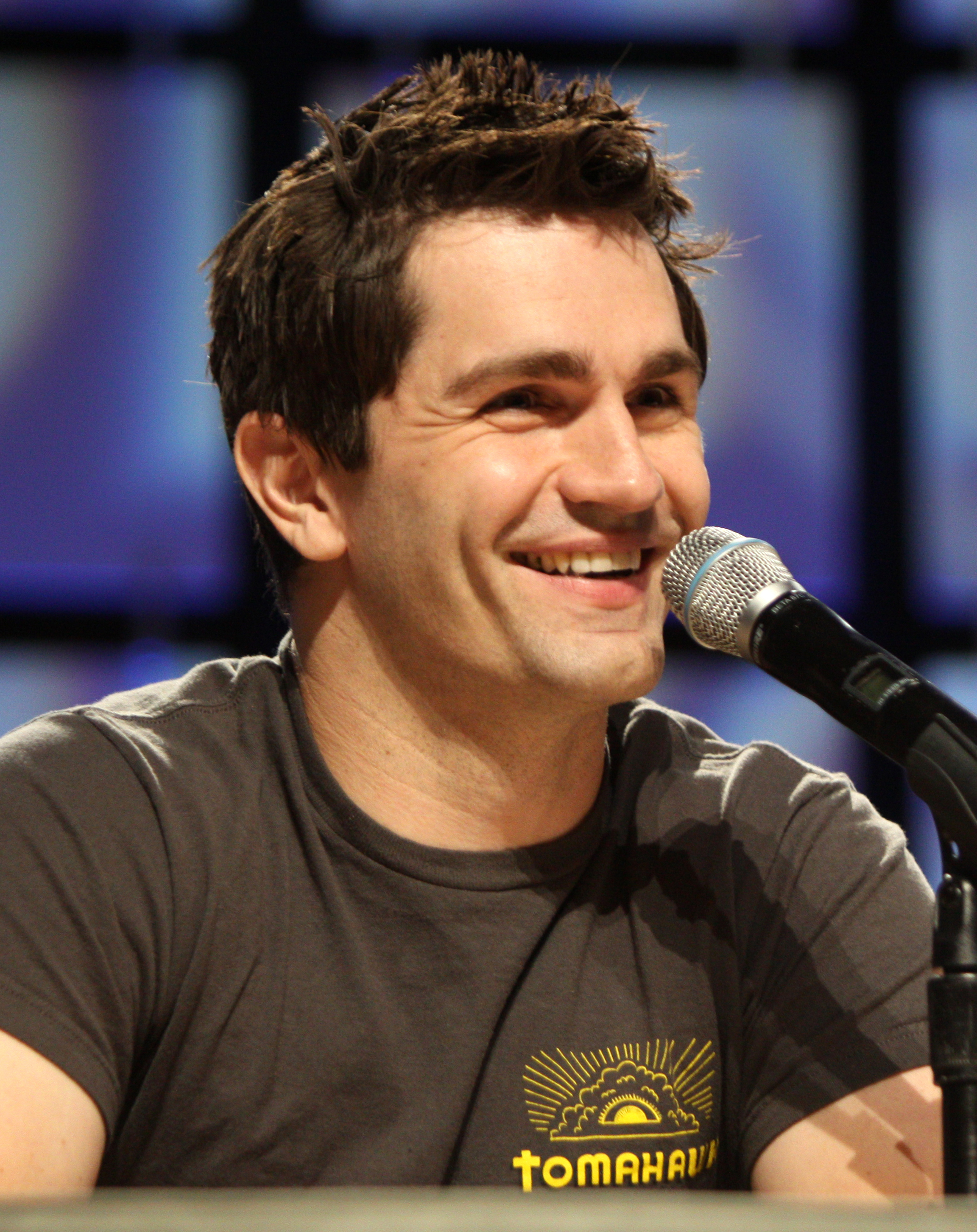
Сэм Уитвер озвучил и сыграл Дикона Сент-Джона по технологии захвата движения

Планету Земля захлестнул вирус, превративший большую часть человечества в жестоких зомбиподобных существ, называемых «фриками». В недалёком будущем в штате Орегон члены байкерского клуба «Бешеные псы» Дикон Сент-Джон (Сэм Уитвер) и Уильям «Бухарь» Грей (Джим Пирри) вместе с женой Дикона Сарой Уитакер (Кортни Дрейпер) решают улететь в безопасное место на вертолете Национальной организации реагирования на чрезвычайные ситуации (Н.Е.Р.О) после того, как Сару тяжело ранил ножом перерождающийся во «фрика» ребёнок. Сопровождающий вертолёт молодой учёный Джеймс О’Брайан (Бернардо де Паула) сообщает героям, что у него лишь два места, после чего Дикон, не захотевший оставить также раненого Бухаря на произвол судьбы, помогает О’Брайану усадить Сару в летательный аппарат и обещает жене вернуться за ней.
Прошло 2 года. Сент-Джон и Грей работают наёмниками на Тихоокеанском Северо-Западе. Сара считается мёртвой, потому что на лагерь беженцев Н.Е.Р.О, где она находилась, напали мутанты. Двое байкеров планируют отправиться на север в поисках лучшей жизни, но на них нападает банда культистов — «Упокоителей». Бухарь получает серьёзные ожоги руки; неспособные из-за этого продолжить дальнейший путь, он и Дикон прячутся в убежище в поисках медикаментов, где узнают, что сектанты назначили награду за их головы. Через пару дней Дикон с изумлением узнаёт, что организация Н.Е.Р.О вовсе не канула в небытие, как сочли немногочисленные выжившие, и начинает преследование увиденного им вертолёта с учёным и солдатами. Стараясь не выдавать себя, Сент-Джон выясняет, что О’Брайан, улетевший с Сарой два года назад, выжил. Одержимому его поиском Дикону удаётся через какое-то время выследить ещё один вертолёт с очередной исследовательской группой Н.Е.Р.О. Он получает рацию Н.Е.Р.О и, благодаря этому, легко узнаёт время и место посадки следующей экспедиции. Дикон прибывает на место и, дождавшись, пока учёный группы останется один, с оружием наготове приближается к нему. Учёным оказывается О’Брайан. После угроз Дикона он узнаёт героя и сообщает, что вертолет Сары во время перелёта был перенаправлен в другой лагерь, и она всё ещё может быть жива.
Здоровье Бухаря продолжает ухудшаться, и Дикон, несмотря на его нежелание, отвозит его в лагерь «Лост-Лейк», которым руководят «Железный» Майк Уилкокс (Эрик Аллан Крамер) и Рэймонд «Шиззо» Саркози (Джейсон Спайсэк). Когда врач ампутирует гангренозную руку Бухаря, О’Брайан связывается с Диконом и предлагает помочь найти Сару, если Дикон поможет ему со шпионажем за продолжающимися исследовательскими высадками Н.Е.Р.О в регионе. Между тем, Шиззо не доверяет перемирию между Упокоителями и лагерем; он заключает собственную сделку и передает Дикона культистам. Дикон узнает, что их лидер Карлос на самом деле является Джесси Уильямсоном (Скотт Уайт), с которым у Дикона когда-то была вражда в байк-клубе. Дикон сбегает из лагеря Упокоителей и разрушает расположенную над ним дамбу, утопив многих культистов, и позже убивает Джесси в поединке. Вернувшись в лагерь, Дикон добивается изгнания Шиззо за его предательство, однако Железный Майк освобождает Шиззо, чтобы сохранить ему жизнь.
Дикон вспоминает, что работавшая биологом на правительство и имевшая допуск федеральных органов безопасности Сара получила приоритетное внимание во время эвакуации, и О’Брайан подтверждает, что она была переведена на военный пост в Кратер-Лейк, который сейчас находится под контролем дешутского ополчения. Он предупреждает Дикона, что «фрики» эволюционируют и становятся всё более опасными. Дикон завоёвывает доверие лидера ополчения полковника Мэтью Гаррета (Дэниэл Риордан) и воссоединяется с Сарой, которая работает над созданием биологического оружия по уничтожению мутантов. Дикон и Сара решают приобрести секвенатор ДНК в её старой лаборатории, где они обнаруживают, что её исследования были использованы для разработки вируса.
В лаборатории Сара рассказывает, что цель её исследований — вылечить «фриков», а не убить их. Дикон предлагает помочь завершить разработку лекарства, но всё более и более параноидальный Гаррет помещает Сару под стражу. Гаррет, который со временем всё сильнее становится религиозным фанатиком, объявляет другим лагерям священную войну: по его мнению, другие лагеря представляют большую опасность, чем «фрики». Дикон пытается спасти Сару, но пришедший в лагерь в качестве волонтёра Шиззо узнаёт его и обманом заставляет генерала арестовать Дикона. Офицер Деррик Коури (Фил Моррис) наводит справки о Диконе и, понимая, что Шиззо обманул полковника, освобождает его, после чего герой возвращается в уничтоженный ополчением как обитель грешников лагерь Лост-Лейк. После смерти Уилкокса Дикон объединяет оставшихся жителей с представителями других лагерей для нанесения ответного удара, взорвав штаб ополчения заминированным грузовиком. Дикон убивает Шиззо, а Сара отравляет Гаррета, положив конец ополчению.
Дикон, Сара и Бухарь поселяются в Лост-Лейке. О’Брайан связывается с Диконом и рассказывает, что в Н.Е.Р.О всегда знали о мутагенных эффектах вируса и что он сам — мутировавший «фрик». Он предупреждает Дикона, что Н.Е.Р.О ничто не остановит в своих целях.

## Разработка

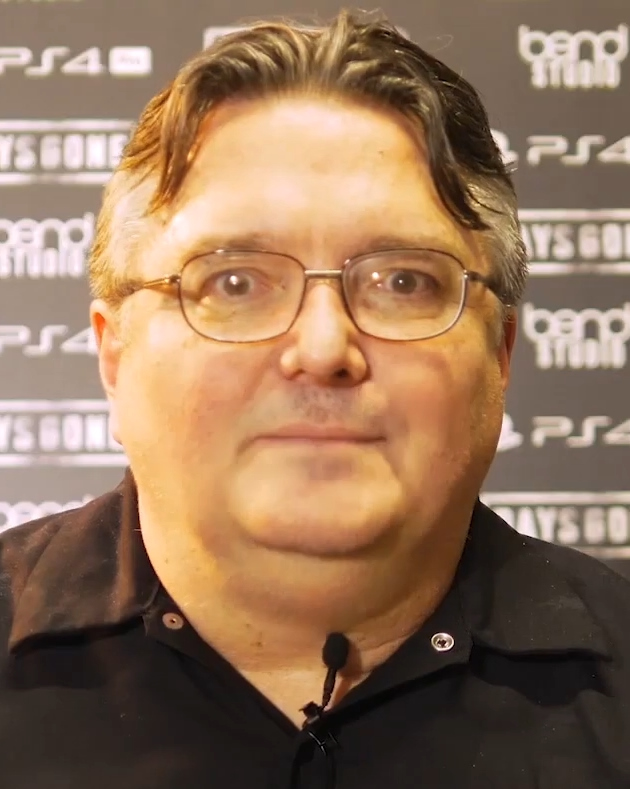
Ведущий сценарист и один из главных руководителей игры — Джон Гарвин

Days Gone была разработана одной из дочерних студий-разработчиков Sony Interactive Entertainment — Bend Studio. Костяком команды разработчиков игры руководили директор студии Кристофер Риз, игровой директор Джефф Росс и креативный директор Джон Гарвин; все они работали в Bend Studio ещё с 1990-х годов, когда студия создавала Syphon Filter. Days Gone должна была стать первой игрой студии с открытым миром, первой оригинальной интеллектуальной собственностью с момента выхода Syphon Filter в 1999 году и первой выпущенной игрой для домашних консолей со времён релиза Syphon Filter: Logan's Shadow в 2007 году. В течение десяти лет с момента выхода Logan’s Shadow студия занималась играми для портативных приставок PlayStation Portable и PlayStation Vita.
Полноценная разработка Days Gone началась в начале 2015 года, а общий цикл создания составил шесть лет. Разработчиков вдохновили популярные на момент начала создания игры фильм «Война миров Z» и сериалы «Ходячие мертвецы» и «Сыны анархии», в это время штат студии вырос с 50 до 130 человек. Разработка игры была завершена 10 марта 2019 года, и Bend Studio подтвердили, что игра готовится «пойти на золото». Изначально в Days Gone планировался мультиплеер, за разработку которого должна была отвечать Saber Interactive, но Sony отказалась.

### Дизайн
Ещё на стадии пре-продакшна игры команда решила, что их проект будет с открытым миром. Действие игры происходит в Центральном Орегоне: именно здесь находится штаб-квартира Bend Studio. По словам Гарвина, Центральный Орегон имеет разнообразную местность и ландшафты — от заснеженных гор до пустынь, — что делает его идеальным местом для песочницы. По словам ведущего дизайнера Эрика Дженсена, открытый мир Days Gone был разработан небольшой командой из пяти или шести человек, которые «должны были умно и эффективно продумывать и использовать все дизайнерские решения, зная ограничения человеческих ресурсов». Студия изначально недооценила количество людей, необходимое для разработки проекта, полагая, что команды из 50 человек вполне достаточно. Хотя игра представляет собой открытый мир, команда опустила большую часть наполнения. Большинство миссий игры написаны по сценарию и связаны с её основным сюжетом. Целью команды было повторить успехи линейных игр, таких как Uncharted, но в условиях открытого мира.
Хотя представленные в игре враги похожи на зомби, Bend Studio назвала их «фриками» — это не ожившие мертвецы, а заражённые люди, жертвы эпидемии. Болезнь, превратившая людей в неразумных агрессивных монстров, не передается укусами, как в типичных фильмах о зомби — к моменту начала игры эпидемия уже миновала: «кто-то заразился, у кого-то иммунитет». Фрики не разговаривают, но способны действовать согласованно, чувствуя феромоны себе подобных. Существует несколько разновидностей фриков, и при создании каждой из них разработчики использовали те или иные источники вдохновения: так, анимация наиболее типичной разновидности фриков была создана на основе видео какого-то ютубера, «где он странно двигался»; ещё более необычная пластика «шакалов» — малорослых созданий, напоминающих детей — была навеяна представлениями акробатов-конторсионистов. Они могут собираться в кочующие вместе «орды» — большие группы от 50 до 500 фриков; в игре в общей сложности 40 таких орд. Каждая орда перемещается по осмысленным маршрутам, созданным наподобие миграции диких животных — например, боящиеся света фрики могут пересиживать светлое время суток в зданиях старой лесопилки, после заката идти на водопой, потом перемещаться по округе. Некоторые из присутствующих в игре орд остаются там, где у них достаточно воды и пищи, но другие передвигаются по региону на далёкие расстояния — это приводит к эмерджентным, не предусмотренным сценарием игры моментам: например, игрок может наблюдать, как фрики гонятся за добычей, или неожиданно столкнуться с ордой.
Поведение и анимация отдельных фриков вне орды задаются индивидуально, и взаимодействие игрока с этими противниками может быть очень сложным — Дикон может незаметно подкрасться к противнику, вступить с ним в бой, отвлечь, кидая в сторону камни и другие источники шума. В случае с ордой такой же индивидуальный подход был бы слишком технически обременительным — вместо этого орды разбиты на «кластеры», меньшие группы от 20 до 50-60 фриков (100 для самых больших орд), и каждым кластером управляет общий для всех существ в нём искусственный интеллект. Если кластер оказывается достаточно близко к игроку, он разделяется — поведение каждого фрика становится индивидуальным и независимым от других. Фрики несколько отличаются друг от друга внешне, но сделать сотни уникальных моделей было бы слишком накладно — на самом деле орды собираются лишь из восьми моделей фриков с дополнительным варьированием по росту. Разработчики продумывали искусственный интеллект орд так, чтобы сделать сражения с ними более интересными — например, бегущая на игрового персонажа орда должна растягиваться в стороны, пытаясь взять его в клещи и не позволяя легко выкосить врагов автоматной очередью.
Days Gone имеет несколько взаимосвязанных историй, что позволяет игрокам переключаться между повествованиями. Команда хотела, чтобы повествование было интересным и свежим. Игра постоянно отслеживает прогресс игроков. При создании внутриигрового интерфейса Bend Studio вдохновлялись меню приложения Netflix. Изначально в игре должны были быть моральные дилеммы, которые могли изменить повествование, однако эту функцию удалили из финальной игры, потому что команде было трудно показать игрокам влияние этих решений. По словам Гарвина, после удаления этих вариантов повествования личность Дикона лучше отражена, потому что некоторые из этих вариантов могли позволить ему совершать вопиющие или жестокие действия, не соответствующие его личности.
Как говорил Гарвин, основная тема игры — «искупление»; по мере прохождения Дикон, которого часто считают аутсайдером, вырастает и превращается в способного лидера. Гарвин добавил, что, несмотря на постапокалиптический сеттинг игры, команда стремилась создать более обнадеживающую атмосферу, потому что история Дикона должна показать то, как он может сделать мир лучше, и раскрывает идею, что выживание — это не то же самое, что жизнь. Сюжет и темы игры были вдохновлены фильмами «Дорога» и «Я — легенда», а также романом «Перерождение» Джастина Кронина. Так как Дикон является членом байкерского клуба, разработчики изучали объединение американских байкеров «Ангелы ада».

### Саундтрек
Для написания саундтрека Days Gone был приглашён Нейтан Уайтхед, кинокомпозитор, чья работа над фильмом «Судная ночь 2» произвела впечатление на Гарвина. Музыку исполнили солисты Нэшвиллского оркестра. Уайтхед два года работал над саундтреком к игре. Мотивы музыки сыграны в основном на гитарах, которые, по словам Уайтхеда, были «очевидным выбором» как для персонажа Дикона, охотника за головами и байкера, так и для обстановки Тихоокеанского Северо-Запада. Уайтхед при этом не хотел превращать музыкальное оформление к игре в «разухабистый барный рок», поэтому вместе с гитарами использовался оркестр со струнными и ударными инструментами — «органичный, обжитый звук с щепоткой американы»; при этом Уайтхед одновременно следил и за тем, чтобы музыка не звучала чересчур похожей на кантри — саундтрек в конечном счете должен был соответствовать и герою, и региону, по которому он путешествует. Музыкальное сопровождение Days Gone интерактивно — оно разбито на небольшие музыкальные отрывки-«слои», которые игровой движок динамически комбинирует в соответствии с происходящим на экране. Так, Уайтхед мог написать «базовый» слой — относительно простую музыку, сопровождающую езду на мотоцикле, а также несколько «дополнительных» слоев, передающих тревогу или опасность; движок может добавлять к уже звучащей музыке такие слои, например, когда герой заворачивает за угол и внезапно видит толпу фриков — источник опасности; или, наоборот, убирать, когда сражение с врагами закончилось и опасный момент прошёл. Выход саундтрека из 25 композиций состоялся 19 апреля 2019 года в виде цифрового скачивания через музыкальные стриминговые сервисы Apple Music, Google Play Music и Spotify.
| №                   | Название                | Автор(ы)            | Длительность |
| ------------------- | ----------------------- | ------------------- | ------------ |
| 1.                  | «Days Gone»             | Нейтан Уайтхед      | 3:41         |
| 2.                  | «The Freakshow»         | Нейтан Уайтхед      | 3:35         |
| 3.                  | «We've All Done Things» | Нейтан Уайтхед      | 3:36         |
| 4.                  | «Rest in Peace»         | Нейтан Уайтхед      | 3:06         |
| 5.                  | «Finding NERO»          | Нейтан Уайтхед      | 2:58         |
| 6.                  | «The Broken Road»       | Нейтан Уайтхед      | 3:22         |
| 7.                  | «The Rager Bear»        | Нейтан Уайтхед      | 2:51         |
| 8.                  | «A Good Soldier»        | Нейтан Уайтхед      | 2:38         |
| 9.                  | «Lost Lake»             | Нейтан Уайтхед      | 2:58         |
| 10.                 | «I Remember»            | Нейтан Уайтхед      | 3:19         |
| 11.                 | «Keep Them Safe»        | Нейтан Уайтхед      | 3:04         |
| 12.                 | «Riding NOMAD»          | Нейтан Уайтхед      | 3:23         |
| 13.                 | «Promises and Regrets»  | Нейтан Уайтхед      | 3:27         |
| 14.                 | «You're Safe Now»       | Нейтан Уайтхед      | 2:47         |
| 15.                 | «What Did You Do?»      | Нейтан Уайтхед      | 2:30         |
| 16.                 | «Drifting Away»         | Нейтан Уайтхед      | 2:27         |
| 17.                 | «Sarah's Theme»         | Нейтан Уайтхед      | 4:03         |
| 18.                 | «Light One Candle»      | Нейтан Уайтхед      | 1:59         |
| 19.                 | «Never Give Up»         | Нейтан Уайтхед      | 3:45         |
| 20.                 | «Holy War»              | Нейтан Уайтхед      | 3:47         |
| 21.                 | «Why We Fight»          | Нейтан Уайтхед      | 2:37         |
| 22.                 | «Soldier's Eyes»        | Джек Саворетти      | 2:51         |
| 23.                 | «Hell or High Water»    | Билли Раффул        | 3:34         |
| 24.                 | «Days Gone Quiet»       | Льюис Капальди      | 4:11         |
| 25.                 | «Yesterday»             | Зандер Риз          | 2:48         |
| Общая длительность: | Общая длительность:     | Общая длительность: | 79:17        |

## Анонс и выход
Издатель Sony Interactive Entertainment представил Days Gone на E3 2016. Изначально игра планировалась к выпуску в 2018 году, но её выход был отложен до следующего года. Итоговая дата выхода была перенесена с 22 февраля на 26 апреля с целью избежать конкуренции с другими AAA-играми вроде Metro Exodus и Anthem. Перед выходом Sony представила «специальное» и «коллекционное» издания: в состав первого входит игра в стилизованном стилбуке, саундтрек и 48-страничный артбук от Dark Horse, а «коллекционное» издание дополнительно включает фигурку Дикона с мотоциклом и набор нашивок для одежды, шесть значков и наклейки. В качестве бонуса за предзаказ игроки могли получить ранний доступ к нескольким видам оружия и несколько очков улучшения для байка. В рамках усилий Sony по переносу бо́льшего количества собственного контента на персональные компьютеры, вслед за Horizon Zero Dawn 18 мая 2021 года Days Gone вышла на Windows в сервисах Steam и Epic Games Store. Во избежание каких-либо проблем на старте, как это было с Horizon, портированием игры занималась сама Bend Studio. В октябре 2020 года игра пополнила библиотеку видеостримингового сервиса PlayStation Now, а в апреле 2021 года она стала временно бесплатной игрой месяца на PlayStation 4, доступной по подписке PlayStation Plus.
После выпуска Bend Studio выпустила несколько бесплатных обновлений. В июне 2019 года был представлен режим сложности «Выживание», который отключает возможность быстрого перемещения и мини-карту с различными индикаторами. За этим последовало 12 еженедельных испытаний, в каждом из которых выступления игроков делятся на золотые, серебряные и бронзовые рейтинги. Игроки получают кредиты, которые можно использовать для покупки новых персонажей и других аксессуаров. В сентябре 2019 года в игру был добавлен режим «Новая игра+», позволяющий перепройти сюжетную кампанию со всеми открытыми улучшениями и видами оружия, а также снайперская винтовка из игровой вселенной Syphon Filter MB-150. В ноябре 2019 года были выпущены вдохновленные игрой Death Stranding баки для мотоцикла, украшения и покраска рамы. Комьюнити-менеджер Bend Studio Дэвид Ли перед релизом заявлял о планах студии выпустить сюжетное дополнение.

## Отзывы критиков
| Сводный рейтинг       | Сводный рейтинг          |
| Агрегатор             | Оценка                   |
| --------------------- | ------------------------ |
| GameRankings          | 70,77 %                  |
| Metacritic            | 71/100 (PS4) 76/100 (PC) |
| OpenCritic            | 71/100                   |
| «Критиканство»        | 70/100 (PS4) 82/100 (PC) |
| Иноязычные издания    |                          |
| Издание               | Оценка                   |
| Destructoid           | 6/10                     |
| Edge                  | 5/10                     |
| EGM                   | 5,5/10                   |
| Game Informer         | 7,8/10                   |
| GamePro               | 82/100                   |
| GameRevolution        | [ 78 ]                   |
| GameSpot              | 5/10                     |
| GamesRadar+           | [ 80 ]                   |
| IGN                   | 6,5/10                   |
| PC Gamer (US)         | 63/100                   |
| VentureBeat           | 75/100                   |
| VG247                 | [ 84 ]                   |
| VideoGamer            | 8/10                     |
| Русскоязычные издания |                          |
| Издание               | Оценка                   |
| 3DNews                | 6/10                     |
| GoHa.Ru               | 7/10                     |
| «IGN Россия»          | 7,5/10                   |
| Riot Pixels           | 61 %                     |
| StopGame.ru           | «Проходняк»              |
| «Игромания»           | [ 91 ]                   |
| «Игры Mail.ru»        | 6/10                     |
| «Канобу»              | 8/10                     |

Игра получила в основном «смешанные отзывы» от критиков и рецензентов различных изданий согласно данным агрегатора Metacritic: средний балл оценок игры составляет 71 балл из 100 на основе 108 рецензий от различных изданий. На другом сайте агрегаторе рецензий OpenCritic средний балл, основанный на 130 рецензиях, также составил 71 балл из 100 возможных. В то же время рейтинг версии на Windows составил 76 баллов, что, по критериям Metacritic, указывает на «в основном положительные отзывы». Большинство рецензентов не сошлись в едином мнении касательно игры, а ключевыми недостатками критики называют однотипные задания, структуру открытого мира и технические недоработки игры. При этом критики хвалят базовые механики, реализацию огромных орд «фрикеров», художественное оформление и звуковое сопровождение. Игра рассматривалась как одна из слабейших игр от основных студий, выпущенных Sony в течение поколения PS4.
Мир и дизайн игры получили неоднозначные отзывы. Мэтью Като из Game Informer остался разочарован нехваткой контента в мире: он сказал, что большинство побочных заданий были наполнены контентом, который не был ни увлекательным, ни интересным. Это мнение разделяла Малинди Хетфельд из Eurogamer, по мнению которой в Days Gone игроки «делают одно и то же, одними и теми же способами, часами напролет». Леон Херли из GamesRadar посчитал дизайн открытого мира неоригинальным, но интересным. Биллу Лавою из Shacknews понравилось то, как игра запоминает действия игрока. Например, как только игрок уничтожает орду, она не возрождается, а область становится безопаснее. Лавой, однако, отметил малый масштаб карты и раскритиковал использование игрой препятствий окружающей среды с целью заставить игроков перемещаться на большие расстояния. Некоторые обозреватели посчитали игровой мир пустым и скудным, ибо игровые локации не имели четкой визуальной идентичности или предыстории, что делало исследование бессмысленным.
Бои с ордами часто выделялись как один из основных и ярких моментов игры. Като охарактеризовал этот опыт как «ужасающий» и «напряженный» и приветствовал непредсказуемость искусственного интеллекта, из-за чего разные испытания могли привести к совершенно разным результатам. Калли Плагдж из GameSpot тоже понравилось сражаться с ордой; она назвала подобные схватки «волнующими» и «удовлетворительными», хотя и раскритиковала ряд миссий кампаний, в которых игрокам предлагалось уничтожать эти орды почти «спиной к спине», что делало этот опыт утомительным. Обозреватели часто критиковали механику стелса за простоту и скучность. Такахаси не понравилась неуклюжесть механики стрельбы, так как в игре отсутствовала возможность стрелять назад в преследовавших игрока «фриков». Такахаси и Херли понравилась система прогрессии, по ходу которой Дикон постепенно становился более сильным. Езда на мотоцикле, который является единственным способом перемещаться по миру, получила неоднозначные оценки. Херли отмечал, что он постепенно привязывался к байку Дикона, потому что во время кампании игра требовала, чтобы игрок заботился о своём транспорте. Однако необходимость заправлять байк отпугнула некоторых обозревателей от исследования игрового мира. Некоторые из них посчитали скучным процесс поиска топлива. Ряд рецензентов остался разочарованным «фриками» из-за их сходства с зомби.
Сюжет игры получил неоднозначные отзывы. В материале для VentureBeat Дин Такахаси назвал историю увлекательной, но выразил разочарование, что некоторые сюжетные линии к концу игры не были раскрыты полностью. Лавой сказал, что история и некоторые её элементы слишком длинные. Некоторые критики заявили, что сюжет постепенно становился более интересным по мере появления более интересных персонажей и более эмоциональных моментов. Эндрю Вебстер из The Verge назвал сюжет скучным и с отрицательной стороны сравнил её с The Last of Us. Хетфилд также подверг критике переплетенные сюжетные линии, которые, по его словам, только отвлекают игроков от выполнения основной миссии, чтобы иметь дело с неинтересными сюжетными линиями. Сюжетные миссии также подвергались критике за отсутствие воздействия, последствий и какой-либо формы значимого заключения. О’Брайен из IGN не понравилась показанная серьёзность и «драматическая важность» сюжетных миссий, «которой они не заслуживают». Журналистка тепло отозвалась о некоторых второстепенных персонажах, однако отметила «картонность» людей-антагонистов, которые, по её мнению, существуют ради сюжетных ситуаций и не действуют как самостоятельные персонажи, имеющие индивидуальность. Дикон в качестве главного героя также вызвал неоднозначную реакцию: Такахаси описал его как «интересного и несовершенного персонажа», и ему понравилось наблюдать, как Дикон растет и развивается. Плагдж назвал Дикона эгоистичным и отметил, что повествование ставит превыше всего ценность действий и чувств главного героя: так, например, обособленные части повествования прекращаются, когда они больше не нужны Дикону. Вебстеру не понравилась личность персонажа, который был ему неинтересен. Актёрская игра Сэма Уитвера получила высокую оценку критиков.
Игру критиковали за технические проблемы. Като сказал, что игре не хватает блеска, присущего другим играм Sony. Такахаси раскритиковал игру за программные ошибки и нестабильную частоту кадров. Также критике подверглись частые загрузочные экраны, которые появляются между игровым процессом и кат-сценами.
В ответ на критику актёр Сэм Уитвер, исполнивший роль Дикона, заявил, что журналисты быстро пробегают игру, чтобы вовремя написать гневную рецензию, и это вводит в заблуждение тех, кто хочет прочитать настоящий обзор на Days Gone. Трой Бейкер же написал в Твиттере, что «любая вышедшая игра — настоящее чудо». Креативный директор Джон Гарвин назвал три причины, почему игра вызвала смешанные эмоции у критиков: «проблемы с технологической базой», «обзорщики, толком не поигравшие в игру» и «обзорщики, которые не смогли вынести того факта, что главным героем игры является белый байкер, посмотревший на зад своей будущей жены». Сама Bend Studio дистанцировалась от подобных заявлений, дав понять, что не разделяет мнение Гарвина.

### Продажи и награды
Несмотря на смешанную реакцию обозревателей, Days Gone стала самой продаваемой игрой в Великобритании в первую неделю продаж: целых три недели игра была самым продаваемым игровым продуктом в чартах всех форматов. В Японии на старте продаж Days Gone превзошла эксклюзивные для PlayStation 4 God of War и Horizon Zero Dawn. Если рассматривать продажи в Японии в целом, то Days Gone обошла God of War и The Last Guardian. В первые три дня продаж было продано 114 319 физических копий игры. Спустя неделю после выхода на Windows, Days Gone возглавила чарт новинок в Steam, обойдя Mass Effect: Legendary Edition. Игра также попала в список лучших новинок Steam в мае.
В Северной Америке Days Gone стала второй по продажам игрой в апреле 2019 года, уступив только Mortal Kombat 11. Также она стала седьмой дебютной игрой по размеру продажам для Sony и самой продаваемой игрой Bend Studio. К июню Days Gone стала восьмой по продажам игрой этого года, к концу года по этому показателю она занимала 19-е место в США. По заявлениям Джеффа Росса, Days Gone разошлась бо́льшим тиражом, чем все предыдущие игры Bend Studio вместе взятые.
В январе 2022 года один из главных геймдизайнеров игры Джефф Росс написал в Твиттере, что к концу 2020 года общее количество проданных копий Days Gone превысило 8 миллионов копий. Однако данный тезис был оспорен несколькими игровыми сайтами. В конце мая 2022 года Sony опубликовала официальные данные о продажах версии Days Gone на Windows: по состоянию на март 2022-го, количество проданных копий ПК-версии составило 852 тысячи копий. В декабре 2023 года, благодаря взлому базы данных студии Insomniac Games и последующей утечки личных данных, стало известно, что к февралю прошлого года Days Gone продалась тиражом в 7,32 миллиона копий.
| Год  | Награда                                             | Номинация                                                                              | Результат | Источник        |
| ---- | --------------------------------------------------- | -------------------------------------------------------------------------------------- | --------- | --------------- |
| 2016 | Golden Joystick Awards                              | Самая ожидаемая игра                                                                   | Номинация | [ 122 ]         |
| 2017 | Game Critics Awards                                 | Лучшая экшн-приключенческая игра                                                       | Номинация | [ 123 ]         |
| 2018 | Game Critics Awards                                 | Лучшая оригинальная игра                                                               | Номинация | [ 124 ]         |
| 2018 | Gamers' Choice Awards                               | Самая ожидаемая игра                                                                   | Номинация | [ 125 ]         |
| 2019 | The Independent Game Developers' Association Awards | Лучший звук                                                                            | Номинация | [ 126 ] [ 127 ] |
| 2019 | The Independent Game Developers' Association Awards | Лучший визуальный дизайн                                                               | Победа    | [ 126 ] [ 127 ] |
| 2019 | Golden Joystick Awards                              | Лучший сюжет                                                                           | Победа    | [ 128 ] [ 129 ] |
| 2019 | Golden Joystick Awards                              | Лучшее звуковое сопровождение                                                          | Номинация | [ 128 ] [ 129 ] |
| 2019 | Golden Joystick Awards                              | Игра года для PlayStation                                                              | Победа    | [ 128 ] [ 129 ] |
| 2019 | Hollywood Music in Media Awards                     | Оригинальная музыка — видеоигра                                                        | Номинация | [ 130 ]         |
| 2019 | Hollywood Music in Media Awards                     | Оригинальная песня — видеоигра («Hell or High Water»)                                  | Номинация | [ 130 ]         |
| 2019 | Hollywood Music in Media Awards                     | Выдающийся музыкальный контроль — видеоигра (Кит Лири, Питер Скатурро и Алекс Хэкфорд) | Победа    | [ 131 ]         |
| 2019 | Titanium Awards                                     | Лучшее озвучивание на испанском языке (Клаудио Серрано)                                | Победа    | [ 132 ] [ 133 ] |
| 2020 | 23rd Annual D.I.C.E. Awards                         | Выдающееся достижение в анимации                                                       | Номинация | [ 134 ]         |
| 2020 | NAVGTR Awards                                       | Анимация/Техническая часть                                                             | Номинация | [ 135 ]         |
| 2020 | NAVGTR Awards                                       | Графика/Техническая часть                                                              | Номинация | [ 135 ]         |
| 2020 | NAVGTR Awards                                       | Оригинальная драматическая партитура, новая IP                                         | Номинация | [ 135 ]         |
| 2020 | NAVGTR Awards                                       | Песня, оригинальная/адаптированная («Days Gone Quiet»)                                 | Номинация | [ 135 ]         |
| 2020 | NAVGTR Awards                                       | Монтаж звука                                                                           | Номинация | [ 135 ]         |
| 2020 | NAVGTR Awards                                       | Звуковые эффекты                                                                       | Номинация | [ 135 ]         |
| 2020 | NAVGTR Awards                                       | Использование звука, новая IP                                                          | Номинация | [ 135 ]         |
| 2020 | G.A.N.G. Awards                                     | Лучшая оригинальная песня («Days Gone Quiet»)                                          | Номинация | [ 136 ]         |
| 2020 | Webby Awards                                        | Лучшее музыкальное/звуковое оформление                                                 | Победа    | [ 137 ]         |
| 2020 | ASCAP Composers' Choice Awards                      | Лучший игровой саундтрек                                                               | Номинация | [ 138 ]         |
| 2021 | Steam Awards                                        | Лучшая игра с выдающимся сюжетом                                                       | Номинация | [ 139 ] [ 140 ] |

## Days Gone Remastered
25 апреля 2025 года разработчики выпустили ремастированную версию игры. Обладатели оригинальной ПК-версии получили доступ к улучшениям из переиздания посредством бесплатного обновления до версии 1.08, но новые режимы распространяются в платном DLC Broken Road.

## Возможное продолжение
9 апреля 2021 года Джейсон Шрайер из Bloomberg News сообщил, что Bend предлагала Sony продолжение Days Gone, но неоднозначный критический прием и длительный процесс разработки первой игры заставили Sony отклонить это предложение. Вскоре после этого Росс подтвердил, что Days Gone 2 был передан Sony, но многие детали о ней нельзя подтвердить или опровергнуть из-за соглашения о неразглашении. Он также рассказал, что частью плана продолжения была «общая вселенная с совместной игрой», которая не была включена в Days Gone из-за ограничений, связанных с работой в небольшой студии.
Выступая в подкасте с создателем франшизы God of War Дэвидом Яффе, Гарвин сказал слушателям: «Если вы любите игру, купите её за чёртову полную цену», чем подразумевал, что одной из причин отсутствия продолжения игры стало то, что она не принесла достаточно значительной прибыли. Как пишет Den of Geek, Гарвин подвергся критике за своё высказывание, ибо Days Gone уже получила должную поддержку фанатов после своего выхода, а полная цена в 70 долларов США может быть неоптимальной для игроков. Ряд обозревателей отмечали, что Sony в конечном счете контролировала продажи игр для PlayStation или предлагала бесплатные демо-версии, и бремя ответственности не могло быть полностью возложено на покупателей. После комментариев Гарвина, Дженсен поблагодарил игроков за их поддержку, независимо от того, когда они купили или сыграли в неё. В марте 2022 года петицию с требованием выпустить вторую часть подписали почти 150 тысяч человек.
По словам Яффе, Шон Лейден всей душой поддерживал Days Gone, но после его ухода в сентябре 2019 года, Days Gone можно считать «мёртвой». Дэвид также сказал, что попытки представить издателю продолжение «были самой тяжёлой битвой за всё время», а Росс заявил, что Sony взамен запрашивала разработку Syphon Filter. По словам Джеффа Росса, в сиквеле разработчики собирались рассмотреть исправления различных игровых механик.
Геймдизайнер заявил, что несмотря на высокие восьмимиллионные продажи игры, руководство Sony осталось разочарованным от показателей. Заявление было сделано в тот момент, когда было объявлено о достижении отметки в восемь миллионов проданных копий ещё одной игры от Sony — Ghost of Tsushima. Представленные Россом данные продаж были оспорены, поскольку они были основаны на сайте, отслеживающем трофеи на PlayStation. Далее Росс сказал, что он своими глазами в студии видел, как Days Gone разошлась тиражом в пять миллионов, а сайт отслеживания предполагал, что цифра достигла 5,8 миллиона. После презентации PlayStation Showcase в 2023 году, Джефф Росс написал в «Твиттере», что ему теперь тяжело смотреть на показы Sony из-за навязчивых мыслей про несостоявшийся сиквел Days Gone — по его словам, продолжение могло выйти в апреле 2023 года, и в нём авторы уделили бы больше внимания Бухарю.

## Экранизация
В августе 2022 года издание Deadline сообщило, что в разработке находится экранизация игры, продюсерами которой являются PlayStation Productions и Vendetta Productions, а Сэм Хьюэн рассматривает возможность сыграть роль Дикона Сент-Джона. Новость о том, что Дикона может сыграть не Сэм Уитвер, с негативом встретил Джефф Росс, назвав данное решение «абсолютно нелепым».